# Romont BE
| BE ist das Kürzel für den Kanton Bern in der Schweiz. Es wird verwendet, um Verwechslungen mit anderen Einträgen des Namens Romont zu vermeiden. |

Romont ist eine politische Gemeinde im Verwaltungskreis Berner Jura des Kantons Bern in der Schweiz. Der deutsche Name Rothmund  wird heute nur noch lokal verwendet.

## Geographie
Romont liegt auf 750 m ü. M., 9 km nordöstlich von Biel (Luftlinie). Das ehemalige Bauerndorf erstreckt sich auf der Ostabdachung der Jurakette des Bözingenbergs, in aussichtsreicher Lage hoch über der Ebene des Schweizer Mittellandes.
Die Fläche des 7,1 km² grossen Gemeindegebiets umfasst den Ostabhang und mit einem schmalen Zipfel die Kammhöhe des Bözingenbergs (965 m ü. M.). Nach Norden erstreckt sich das Gebiet über ein Synklinaltal (La Combe), das kein Fliessgewässer aufweist, auf die Antiklinale der Montagne de Romont (1190 m ü. M.). Nördlich dieses Kammes befindet sich das Quellgebiet des Baches Terbez, der bei Péry in die Schüss (französisch Suze) mündet. Die Nordgrenze verläuft auf dem Kamm der Montoz-Kette, auf der mit 1210 m ü. M. der höchste Punkt von Romont erreicht wird. Auf allen drei Jurakämmen befinden sich ausgedehnte Jurahochweiden mit den typischen mächtigen Fichten, die entweder einzeln oder in Gruppen stehen. Von der Gemeindefläche entfielen 1997 2 % auf Siedlungen, 60 % auf Wald und Gehölze, 37 % auf Landwirtschaft, und etwas weniger als 1 % war unproduktives Land.
Zu Romont gehören mehrere Einzelhöfe, die weit verstreut auf den Jurahöhen liegen. Nachbargemeinden von Romont sind Court, Sorvilier, Péry-La Heutte, Sauge, Pieterlen und Lengnau im Kanton Bern sowie Grenchen im Kanton Solothurn.

## Bevölkerung
Mit 234 Einwohnern (Stand 31. Dezember 2023) gehört Romont zu den kleinen Gemeinden des Berner Juras. Von den Bewohnern sind 52,8 % französischsprachig, 41,1 % deutschsprachig und 2,5 % italienischsprachig (Stand 2000). Die Bevölkerungszahl von Romont belief sich 1850 auf 195 Einwohner, 1900 auf 178 Einwohner. In den letzten Jahren wurde insgesamt wieder ein Wachstum verzeichnet.

## Politik
Bei den Nationalratswahlen 2023 betrugen die Wähleranteile in Romont (in Klammern die Veränderung im Vergleich zu den Wahlen 2019 in Prozentpunkten): SVP 43,28 % (−8,61), SP 17,84 % (+3,44), Grüne 10,58 % (−3,37), glp 8,14 % (+6,73), Mitte 7,80 % (−4,45), FDP 7,60 % (+4,11), EVP 0,81 % (+0,59), EDU 0,20 % (+0,20), SD 0,00 % (±0,00).

## Wirtschaft
Romont ist noch heute hauptsächlich von der Landwirtschaft geprägt, wobei Viehzucht und Milchwirtschaft überwiegen, in der Nähe des Ortes gibt es auch einige Obstbäume. Weitere Arbeitsplätze bietet das lokale Kleingewerbe. In den letzten Jahrzehnten hat sich Romont zu einer Wohngemeinde entwickelt. Viele Erwerbstätige sind Wegpendler und arbeiten in der Stadt Biel oder in der Region Grenchen.

## Verkehr
Die Gemeinde liegt abseits der grösseren Durchgangsstrassen an der Kantonsstrasse von Frinvillier nach Grenchen. Durch den Bus, der von Biel nach Romont verkehrt, ist das Dorf an das Netz des öffentlichen Verkehrs angeschlossen.

## Geschichte
Der 1311 als Redemont erstmals erwähnte Ortsname leitet sich vom lateinischen Wort rotundus mons ‚runder Hügel‘, ‚runder Berg‘ ab. Das Dorf gehörte bis 1797 zur Herrschaft Erguel, die dem Fürstbistum Basel unterstand, wobei auch die Stadt Biel zeitweise grösseren Einfluss ausübte. Von 1797 bis 1815 gehörte Romont zu Frankreich und war anfangs Teil des Département Mont-Terrible, das 1800 mit dem Département Haut-Rhin verbunden wurde. Durch den Entscheid des Wiener Kongresses kam der Ort 1815 an den Kanton Bern zum Amtsbezirk Büren. Auf Gesuch der Gemeinde Romont wurde das Dorf 1841 dem Amtsbezirk Courtelary zugeteilt.

## Sehenswürdigkeiten
Im Ortskern von Romont sind einige alte Bauern- und Wohnhäuser aus dem 18. und 19. Jahrhundert erhalten.